# Chế độ ăn ít natri
Chế độ ăn ít natri là chế độ ăn bao gồm không quá 1.500 đến 2.400 mg natri mỗi ngày.
Nhu cầu tối thiểu của con người đối với natri trong chế độ ăn là khoảng 500 mg mỗi ngày, thường ít hơn một phần sáu so với nhiều chế độ ăn kiêng "đậm đà". Đối với một số người bị huyết áp nhạy cảm với muối hoặc các bệnh như bệnh Ménière, việc bổ sung này có thể gây ảnh hưởng xấu đến sức khỏe.

## Ảnh hưởng sức khỏe
Một chế độ ăn ít natri có tác dụng hữu ích để giảm huyết áp, cả ở những người bị tăng huyết áp và ở những người có huyết áp bình thường. Kết hợp với nhau, chế độ ăn ít muối (trung bình khoảng 4,4 g / ngày - xấp xỉ 1800 mg Natri) ở người tăng huyết áp dẫn đến giảm huyết áp tâm thu xuống 4,2 mmHg và huyết áp tâm trương 2,1 mmHg.
Tuy nhiên, khuyên mọi người nên ăn chế độ ăn ít muối, không có tác dụng rõ ràng ở người tăng huyết áp hoặc người căng thẳng bình thường. Vào năm 2012, Tạp chí Heart Heart của Anh đã xuất bản một bài báo tuyên bố rằng chế độ ăn ít muối dường như làm tăng nguy cơ tử vong ở những người bị suy tim sung huyết, nhưng bài báo đã bị rút lại vào năm 2013. Bài báo đã được tạp chí rút lại khi tìm thấy hai trong số các nghiên cứu được trích dẫn có chứa dữ liệu trùng lặp không thể xác minh được. 
Một bác sĩ có thể kê toa chế độ ăn ít natri cho bệnh nhân mắc bệnh tiểu đường.